# Callerebia ida
Callerebia ida är en fjärilsart som beskrevs av Grum-grshimailo 1889. Callerebia ida ingår i släktet Callerebia och familjen praktfjärilar. Inga underarter finns listade i Catalogue of Life.